# Cao Hui
Cao Hui, född 7 september 1991, är en kinesisk bågskytt. Hon deltog vid olympiska sommarspelen 2016.